# Palais Manojlović à Subotica
Pour les articles homonymes, voir Manojlović.
Le palais Manojlović à Subotica (en serbe cyrillique : Палата Манојловића у Суботици ; en serbe latin : Palata Manojlovića u Subotici) est situé à Subotica, dans la province de Voïvodine et dans le district de Bačka septentrionale, en Serbie. Il est inscrit sur la liste des monuments culturels de grande importance de la République de Serbie (identifiant no SK 1223).

## Présentation

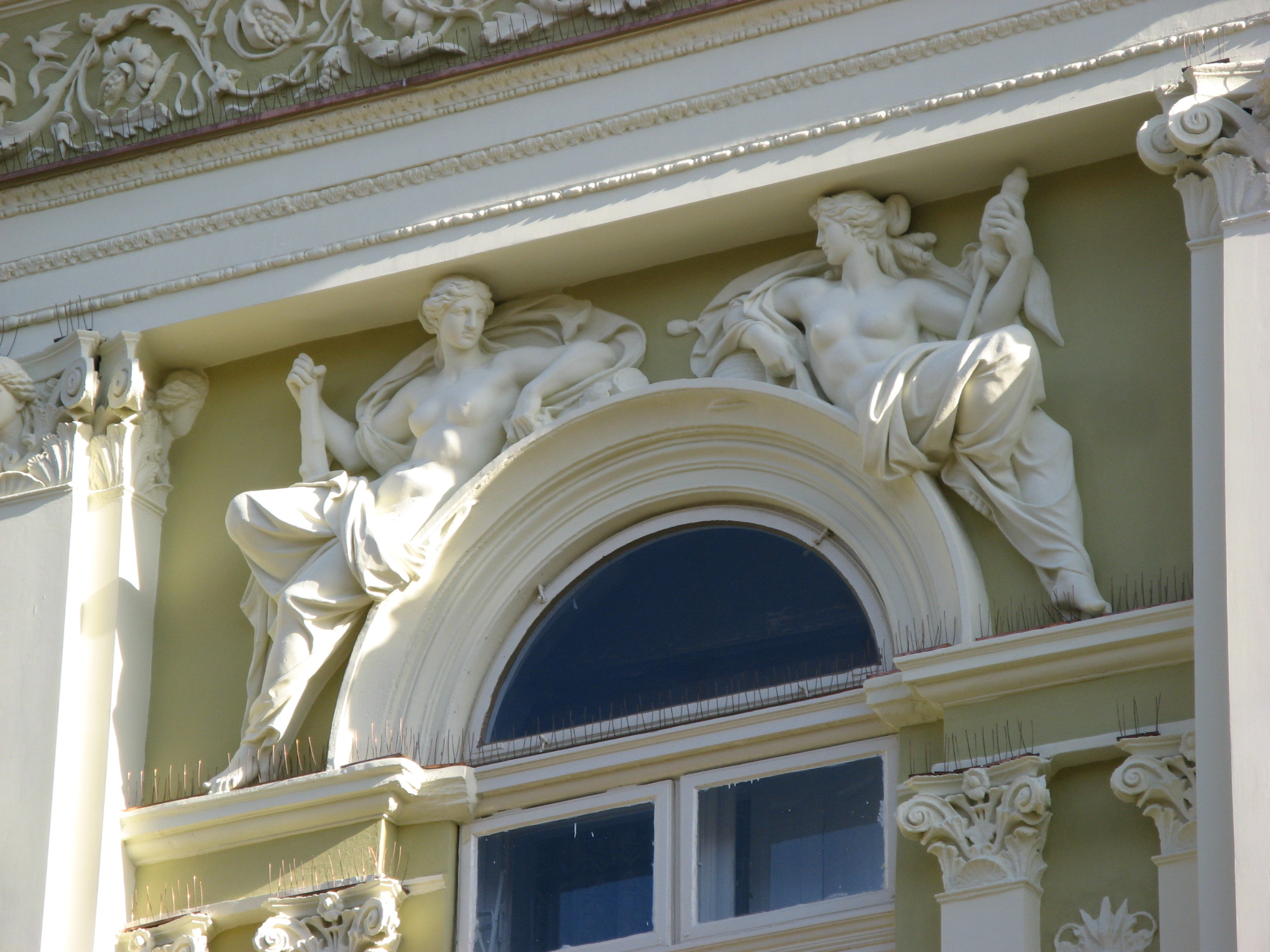
Détail de sculptures.

Le palais, situé au no 8 du Korzo, a été construit pour Samko Manojlović en 1881, vraisemblablement sur les plans de l'architecte Titus Mačković (1851-1919). Cet immeuble d'angle, constitué d'un rez-de-chaussée et d'un étage, est caractéristique du style éclectique influencé par le style néo-Renaissance.
Au rez-de-chaussée, la porte d'entrée est flanquée de pilastres portant une architrave surmontée d'un fronton triangulaire. Sur les côtés, à l'étage, se trouvent des saillies avec des balcons en pierre sculptée portés par des consoles ; les ouvertures des balcons disposent d'ouvertures demi-circulaires encadrées par deux pilastres avec une architrave au-dessous desquelles deux figures ont été sculptées en relief. Les ouvertures de la partie centrale de l'étage sont surmontées de frontons triangulaires reposant sur des consoles. Au-dessus de la corniche, le toit est mansardé ; quatre dômes aplatis couronnent les avancées latérales.